# Euroregion Spree-Neiße-Bober
Die Euroregion Spree-Neiße-Bober (polnisch Sprewa-Nysa-Bóbr) stellt die grenzüberschreitende Region des Landkreises Spree-Neiße und des südlichen Teils der Woiwodschaft Lebus dar. Ihr Name leitet sich von den drei Flüssen Spree, Neiße und Bober in der deutschen und polnischen Lausitz ab. Am 21. September 1993 gegründet wurde sie zu einem Wegbereiter für Zusammenarbeit im Grenzgebiet zwischen Deutschland und Polen.

Die Fläche der Euroregion beträgt rund 9359 km² (deutscher Teil: 1812 km², polnischer Teil: 7547 km²) und die Einwohnerzahl rund 919.000 Einwohner (deutscher Teil: 273.000, polnischer Teil: 646.000).

## Ziele der Region
- Gedeihen des grenznahen Gebietes der Republik Polen und der Bundesrepublik Deutschland
- ökologische Sanierung der Grenzregion
- wirtschaftlicher Aufschwung
- ständige Verbesserung der Lebensbedingungen der Einwohner

## Projekte
- Brückenbau
- Förderung Katastrophenschutz
- Vereinigung der Rettungsdienste

## Deutsche Mitglieder des Euroregion Spree-Neiße-Bober e.V.
28 Mitglieder (Kommunen, Wirtschafts- und Sozialpartner, Verbände und Vereine, Bildungsträger und Privatpersonen)

## Polnische Mitglieder der Euroregion Sprewa-Nysa-Bóbr
Die 62 Mitglieder der Euroregion Spree-Neiße-Bober sind kommunale Gebietskörperschaften (Städte, Gemeinden und Landkreise).

Städte: Zielona Góra – Gozdnica – Gubin – Łęknica – Nowa Sól – Żagań – Żary
Stadtgemeinden: Babimost – Bytom Odrzański – Cybinka – Czerwieńsk – Iłowa – Jasień – Lubsko – Kargowa – Kożuchów – Krosno Odrzańskie – Małomice – Nowe Miasteczko – Nowogród Bobrzański – Sława – Szlichtyngowa – Szprotawa – Sulechów – Świebodzin – Torzym – Wschowa – Zbąszynek – Zbąszyń
Landgemeinden: Zielona Góra – Bobrowice – Bojadła – Brody – Brzeźnica – Bytnica – Dąbie – Gubin – Lipinki Łużyckie – Lubrza – Łagów – Maszewo -Nowa Sól – Otyń – Przewóz – Siedlisko – Skąpe – Szczaniec – Świdnica – Trzebiel – Trzebiechów – Tuplice – Wymiarki – Zabór – Żagań – Żary
Landkreise: Powiat Krośnieński – Powiat Nowosolski – Powiat Świebodziński – Powiat Wschowski – Powiat Zielonogórski – Powiat Żagański – Powiat Żarski

Siehe auch: Liste der Europaregionen